# TABAC Original

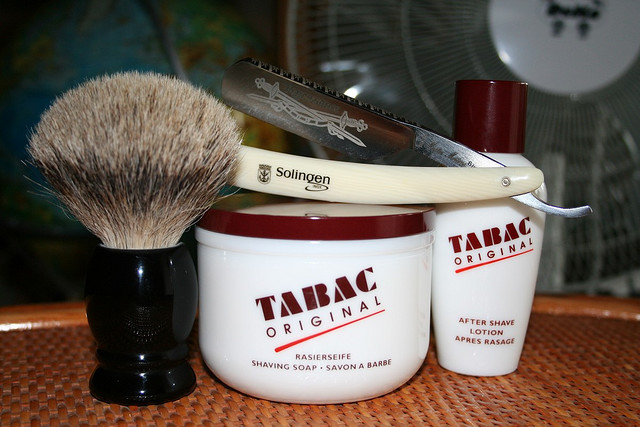
Jabón de afeitado y aftershave de Tabac junto a una brocha y una navaja barbera.

Tabac es un perfume creado por la firma alemana Mäurer & Wirtz en 1959.
Ha sido por décadas una de las fragancias masculinas más exitosas en el mercado alemán.

## Descripción
La fragancia es una mezcla de pimienta negra, limón, bergamota y neroli en sus notas principales. Con un toque de lavanda, manzanilla, geranio y roble sobre una base de clavel, sándalo, vetiver, almizcle y ámbar gris.

## Presentaciones
Con la fragancia de Tabac, Mäurer & Wirtz fabrica además de perfumes y agua de colonia, aftershaves, desodorantes, geles para la ducha, talco, champús, entre otros.
Destaca, entre estos, un jabón de afeitar de alta calidad para usar con brocha, el cual es muy popular entre los entusiastas del afeitado clásico.